# Poppy Corby-Tuech
Poppy Colette Corby-Tuech (Parigi, 18 novembre 1987) è un'attrice francese naturalizzata britannica.

## Filmografia

### Cinema
- Dracula: The Dark Prince, regia di Pearry Teo (2013)
- Youth - La giovinezza (Youth), regia di Paolo Sorrentino (2015)
- The Healer, regia di James Erskine (2015)
- Una, regia di Benedict Andrews (2016)
- Animali fantastici - I crimini di Grindelwald (Fantastic Beasts: The Crimes of Grindelwald), regia di David Yates (2018)
- Animali fantastici - I segreti di Silente (Fantastic Beasts: The Secrets of Dumbledore), regia di David Yates (2022)

### Televisione
- Testimoni silenziosi (Silent Witness) – serie TV, episodio 17x01 (2014)
- Padre Brown (Father Brown) – serie TV, episodio 3x02 (2015)
- This Is England '90 – miniserie TV, puntata 4 (2015)
- The Royals – serie TV, 11 episodi (2015-2016)
- The Collection, regia di Dearbhla Walsh e Dan Zeff – miniserie TV, 7 puntate (2016)
- Harlots – serie TV, 8 episodi (2017)
- The Rook, regia di Kari Skogland – miniserie TV, puntata 8 (2019)
- Inverso - The Peripheral (The Peripheral) – serie TV, episodi 1x01-1x03-1x05 (2022)
- Il conte di Montecristo (The Count of Monte Cristo), regia di Bille August – miniserie TV, 8 puntate (2025)

### Cortometraggi
- Nikki and Anastasia Go to the Beach, regia di Raj Mohanty (2014)
- The Sticks, regia di Russell Davidson e Jamie Delaney (2016)

## Doppiatrici italiane
Nelle versioni in italiano delle opere in cui ha recitato, Poppy Cobby-Tuech è stata doppiata da:
- Valentina Favazza in Animali fantastici - I crimini di Grindelwald, Animali fantastici - I segreti di Silente
- Emanuela Damasio in The Royals
- Martina Felli in Inverso - The Peripheral
- Perla Liberatori ne Il conte di Montecristo

## Ascendenza
|                        |                 |                                  | Genitori                            |  |  | Nonni |  |  | Bisnonni |  |  | Trisnonni |  |
|                        |                 |                                  |                                     |  |  |       |  |  | …        |  |  | …         |  |
|                        |                 |                                  |                                     |  |  |       |  |  | …        |  |  | …         |  |
|                        |                 | …                                |                                     |  |  |       |  |  | …        |  |  |           |  |
| …                      |                 |                                  |                                     |  |  |       |  |  | …        |  |  |           |  |
|                        |                 | …                                | …                                   |  |  |       |  |  |          |  |  |           |  |
|                        |                 | …                                | …                                   |  |  |       |  |  |          |  |  |           |  |
|                        |                 | …                                | …                                   |  |  |       |  |  |          |  |  |           |  |
| Michel Corby-Tuech     |                 | …                                |                                     |  |  |       |  |  |          |  |  |           |  |
|                        |                 | …                                | …                                   |  |  |       |  |  |          |  |  |           |  |
|                        |                 | …                                | …                                   |  |  |       |  |  |          |  |  |           |  |
|                        |                 | …                                | …                                   |  |  |       |  |  |          |  |  |           |  |
| …                      |                 | …                                |                                     |  |  |       |  |  |          |  |  |           |  |
|                        |                 | …                                | …                                   |  |  |       |  |  |          |  |  |           |  |
|                        |                 | …                                | …                                   |  |  |       |  |  |          |  |  |           |  |
|                        |                 | …                                | …                                   |  |  |       |  |  |          |  |  |           |  |
| Poppy Corby-Tuech      |                 | …                                |                                     |  |  |       |  |  |          |  |  |           |  |
|                        | Joseph Campbell | …                                |                                     |  |  |       |  |  |          |  |  |           |  |
|                        | Joseph Campbell | …                                |                                     |  |  |       |  |  |          |  |  |           |  |
|                        | Joseph Campbell | …                                |                                     |  |  |       |  |  |          |  |  |           |  |
| Gillachrist Campbell   | Joseph Campbell |                                  |                                     |  |  |       |  |  |          |  |  |           |  |
|                        |                 | Nancy Maude                      | Aubrey Maurice Maude                |  |  |       |  |  |          |  |  |           |  |
|                        |                 | Nancy Maude                      | Aubrey Maurice Maude                |  |  |       |  |  |          |  |  |           |  |
|                        |                 | Nancy Maude                      | Amy Florence Lucas                  |  |  |       |  |  |          |  |  |           |  |
| Catherine Campbell     |                 | Nancy Maude                      |                                     |  |  |       |  |  |          |  |  |           |  |
|                        |                 | Ronald John Sholto Douglas       | Sholto Douglas, XIX conte di Morton |  |  |       |  |  |          |  |  |           |  |
|                        |                 | Ronald John Sholto Douglas       | Sholto Douglas, XIX conte di Morton |  |  |       |  |  |          |  |  |           |  |
|                        |                 | Ronald John Sholto Douglas       | Helen Ponsonby                      |  |  |       |  |  |          |  |  |           |  |
| Victoria Maria Douglas |                 | Ronald John Sholto Douglas       |                                     |  |  |       |  |  |          |  |  |           |  |
|                        |                 | Alexandra Albertha Jean Hamilton | Frederick Hamilton                  |  |  |       |  |  |          |  |  |           |  |
|                        |                 | Alexandra Albertha Jean Hamilton | Frederick Hamilton                  |  |  |       |  |  |          |  |  |           |  |
|                        |                 | Alexandra Albertha Jean Hamilton | Maria Walpole Keppel                |  |  |       |  |  |          |  |  |           |  |
|                        |                 | Alexandra Albertha Jean Hamilton |                                     |  |  |       |  |  |          |  |  |           |  |